# Задорожний Андрій Вікторович
Андрій Вікторович Задорожний (нар. 21 травня 1968, Київ) — український юрист, правозахисник. Народний депутат України 9-го скликання. Голова Комітету з питань прав людини, деокупації та реінтеграції тимчасово окупованих територій України, національних меншин і міжнаціональних відносин.

## Життєпис
Брат колишнього народного депутата Олександра Задорожнього.
Закінчив факультет міжнародного права в Інституті міжнародних відносин Київського національного університету імені Тараса Шевченка, отримав кваліфікацію юрист-міжнародник та референт-перекладач англійської мови.
Задорожний протягом 20 років працює директором ТОВ "Юридична фірма «Проксен».
Кандидат у народні депутати від партії «Слуга народу» на парламентських виборах 2019 року, № 119 у списку. На час виборів: директор ТОВ "Юридична фірма «Проксен», безпартійний. Проживає в Києві.
Член Комітету Верховної Ради з питань екологічної політики та природокористування.
Задорожній, або його повний тезка, за даними ЗМІ, був помічником на громадських засадах в регіонала, екс-міністра освіти, фігуранта антикорупційних розслідувань Дмитра Табачника у Верховній Раді IV скликання.

## Сім'я
- син Іван[9].

## Критика

### Наймання родичів друзів
- донька генпрокурора Андрія Костіна Анастасія — помічниця Андрія Задорожного;[9]
- син Задорожного — Іван — помічник у самого Костіна.[9]